# ایستگاه چورلیوود
ایستگاه چورلیوود (انگلیسی: Chorleywood station) یکی از ایستگاه‌های خط متروپولیتن متروی لندن و خط لندن تا آیلزبری راه‌آهن انگلستان است.
این ایستگاه که در چورلیوود قرار دارد در سال ۱۸۸۹ میلادی تأسیس شده است.